# Far Cry 2
Far Cry 2 is een first-person shooter ontwikkeld door Ubisoft Montreal en uitgegeven door Ubisoft. Het spel werd op 23 oktober 2008 uitgebracht. Het is het tweede spel in de Far Cry-serie en de opvolger van Far Cry dat is ontwikkeld door Crytek. Crytek werd niet betrokken bij de ontwikkeling van Far Cry 2, aangezien het alle rechten had verkocht aan Ubisoft. Het spel maakt gebruik van een door Ubisoft ontwikkelde engine genaamd Dunia.

## Overzicht
Het spel speelt zich af in een Afrikaans landschap met jungle, savannes, woestijnen en oerwouden en dit met een oppervlakte van ongeveer 50 vierkante kilometer. De speler kan zelf kiezen wat hij of zij wil doen: het heeft een open einde en de verhaallijn is niet lineair. Far Cry 2 is realistischer dan de voorganger Far Cry: zo zijn er geen sci-fi-wezens, zoals de Trigens, maar wel menselijke tegenstanders en dieren. Ook moet de speler zelf zijn wonden verhelpen door de kogels weg te halen met een tang of de vlammen proberen te doven als de speler dreigt vlam te vatten.
De hoofdpersoon uit Far Cry, Jack Carver, komt niet terug in Far Cry 2. Uit een onderzoek van Ubisoft onder spelers van Far Cry bleek dat zij het personage niet bijzonder vonden. De speler kan daarom nu kiezen uit twaalf personen met elk een eigen achtergrond. De personages die de speler niet kiest worden de non-playable characters in het spel die de speler kunnen helpen. De grote vijand van het personage van de speler is "The Jackal", een moordzuchtige man die wapens verkoopt aan de twee groepen die met elkaar in conflict zijn in het fictieve land. De speler krijgt de missie om deze man te vermoorden.

## Features

### Wapens
Het spel bevat een groot arsenaal aan wapens, die zijn ingedeeld in 3 categorieën. Alle wapens hebben een zekere status, zo zijn wapens die de speler pakt van neergeschoten NPC's vaak in slechte staat. Het kan dan zijn dat de speler maar een paar schoten kan lossen met het wapen, voordat het kapotgaat. Wapens die men bij de weapon-store koopt, hebben een langere bruikbaarheid, en zullen dus minder snel kapotgaan.
De wapens worden pas beschikbaar gesteld als men een ammotruck heeft overvallen, een van de missies die men kan doen. De speler moet een aantal keer de ammotruck overvallen om het complete arsenaal vrij te spelen in de weaponstore.
In de weaponstore kan men nieuwe wapens kopen én upgraden, zodat ze beter richten en langer mee gaan. Ook kan men hier ammo upgrades kopen, men kan hiermee meerdere rounds voor een bepaald wapen op zak hebben. Als laatste is het ook mogelijk om camo suits te kopen, en om snelheid te kopen in het repareren van voertuigen. Mocht de speler dan ooit pech hebben, dan repareert hij zijn voertuig sneller dan voorheen.
In het spel zijn ongeveer 210 diamanten te vinden. Je betaalt in het naamloze Afrikaanse land met ruwe diamanten, omdat het
papiergeld niks meer waard is door de extreem hoge inflatie in het land.

### Map editor
Far Cry 2 heeft op alle platforms een leveleditor. Op de Xbox 360 en op de PlayStation 3 zijn er restricties aan de map editor gebonden, zo kan de speler bijvoorbeeld maximaal 60 fysieke objecten (zoals explosieven) in een map plaatsen. Voor Windows geldt deze restrictie niet.

### Multiplayer
Far Cry 2's multiplayer potjes bevatten een online Ranking System, waarmee spelers een hogere rang krijgen door vijanden te doden. Voor elk level dat men stijgt krijgt men een diamant. Met zo'n diamant kan men een nieuw wapen kopen wat men dan blijvend kan gebruiken op internet. Soms moet men eerst andere wapens ontgrendelen voordat men het wapen kan kiezen wat men wil hebben.

## Digital rights management
De Windows-versie van het spel bevat een vorm van digital rights management waarbij het installeren van het spel beperkt wordt. Het spel kan maximaal vijf keer op drie systemen geïnstalleerd (en geactiveerd) worden. Een activatie kan ongedaan gemaakt worden door het spel geheel te de-installeren - op deze manier kan men het spel telkens opnieuw installeren op maximaal drie systemen.

## Techniek
Het spel maakt gebruik van de Dunia-engine, deze is speciaal voor Far Cry 2 ontwikkeld. Dunia is een aangepaste versie van CryEngine, de engine die ontwikkeld is door Crytek voor Far Cry 1. Dunia maakt gebruik van de Havok physics engine waarmee natuurkundige effecten gesimuleerd worden.
Het spel is ontwikkeld met DirectX 9 in het achterhoofd, maar het bevat ook ondersteuning voor DirectX 10.

## Ontvangst
Het spel werd goed ontvangen met goede recensies en bijbehorende scores, zoals 8.5 op GameSpot, 5 / 5 op GamePro, 3.5 / 5 op GameSpy en 8.8 (voor PlayStation 3 en Xbox 360) en 8.9 (PC) op IGN.

## Trivia
- Het spel is opgenomen in het boek 1001 Video Games You Must Play Before You Die van Tony Mott.